# Фантано, Энтони
Энтони Фантано (англ. Anthony Fantano; род. 28 октября 1985, Коннектикут) — американский музыкальный критик и видеоблогер. Фантано известен благодаря блогу The Needle Drop, связанного с обзорами и критикой современной музыки. Американский журнал Wired назвал его «наиболее трудолюбивым критиком шоу-бизнеса».

## Ранние годы
Энтони Фантано родился 28 октября 1985 года на восточном побережье штата Коннектикута, его семья имеет сицилийское и франко-канадское происхождение. В юности, он хотел стать мультипликатором, будучи поклонником мультсериала «Симпсоны». Подростком Фантано переехал в город Уолкотт со своей матерью. Будучи подростком, Фантано заинтересовался политикой благодаря творчеству Джелло Биафра, бывшего солиста группы Dead Kennedys, назвав его «в значительной степени моим политическим кумиром». После окончания школы, Фантано поступил в Южный университет штата Коннектикут, где изучал политологию, телекоммуникации и журналистику, а также параллельно работал в пиццерии.

## Карьера
Фантано начал свою карьеру в середине 2000-х в качестве музыкального руководителя радиостанции колледжа своего университета. В 2007 году он начал работать на Общественное радио Коннектикута (WNPR), где начал вести собственное шоу The Needle Drop. В том же году он запустил The Needle Drop в виде текстовых рецензий, а январе 2009 года запустил серию видеообзоров на одноименном канале на YouTube. Его первым обзором был альбом Джея Ритарда. Позже Фантано сказал, что его обзор альбома Cosmogramma рэпера Flying Lotus, появившийся рядом с другими видео Flying Lotus в разделе «Избранные видео», убедил его продолжать развивать канал. В 2010 году Фантано удалил ранее опубликованные обзоры, содержащие музыкальные клипы, чтобы избежать нарушений Закона об авторском праве в цифровую эпоху. В конце 2011 года он решил полностью посвятить себя The Needle Drop, но продолжал работать на WNPR до 2014 года. Фантано предложили выступить с обзорами альбомов на Adult Swim, но он отказался. Участвовал в съёмках фанатского фильма-ремейка Shrek Retold, вышедшего в 2018 году.
В июне 2019 года Фантано сыграл эпизодическую роль в видеоклипе Lil Nas X для ремикса Young Thug и Мейсона Рэмси на «Old Town Road», где он появился в роли охранника военного базы Зоны 51 (отсылка к мему «Штурм Зоны 51»). Позже в том же году он курировал благотворительный сборник The Needle Drop LP, который состоит из «исполнителей, которые либо были представлены на сайте, либо получили положительные отзывы в прошлом». Прибыль от альбома была пожертвована некоммерческой организации The Immigrant Legal Resource Center.
15 сентября 2022 года Фантано загрузил на свой второй канал видео, в котором утверждалось, что канадский рэпер Дрейк отправил ему личные сообщения в Instagram, в частности рекомендуя Фантано «рецепт веганского печенья». Днём позже Дрейк раскрыл фактическое содержание своего сообщения Фантано в Instagram Stories как дисс против него. Позже Фантано выразил своё удивление в прямом эфире в Instagram.

### Канал thatistheplan
Ещё до того, как он занялся музыкальной критикой, Фантано вёл YouTube-канал thatistheplan, где сатирически высмеивал политические вопросы и мемы 2007 года. Чтобы заработать достаточно денег, чтобы заплатить своему редактору Остину Уолшу, к ноябрю 2016 года Фантано стал более регулярно записывать на второстепенном канале YouTube, на котором он комментировал мемы и записывал «часто непочтительные видео, которые не попадают в формат обзора альбома». Этот вторичный канал стал предметом споров и разногласий в октябре 2017 года, когда статья, опубликованная в The Fader, обвинила Фантано в пропаганде альтернативных правых идей на thatistheplan. Фантано критиковали за использование мемов с лягушонком Пепе (к тому моменту, ставшим символом альтернативных правых). После того, как статья была опубликована, несколько запланированных дат тура The Needle Drop по США были отменены, и по крайней мере на одном сайте бронирования билетов на дату тура в Бруклине было указано, что их отмена была связана со статьёй The Fader.
Фантано опубликовал видеоответ, назвав критическую статью «удачной работой». Он оспорил обвинения в симпатии к альтернативным правым и заявил, что рассматриваемые видео были сатирическими. Позже, в марте 2018 года статья была удалена с сайта The Fader, и обе стороны заявили, что претензии урегулированы. В более позднем интервью Фантано признал, что на канале thatistheplan были некоторые «грязные, ограниченные, молодые, агрессивные» зрители мужского пола, и отрёкся от того, что он считал «токсичной и проблематичной» стороной интернет-юмора, заявив, что этот инцидент побудил его более активно выступать в защиту вопросов социальной справедливости.

## Стиль
Рецензии Фантано построены по простой схеме. С помощью штатива записывает своё мнение о выбранных музыкальных альбомах, при этом в левой части изображения он плавно перетекает в обложку соответствующего альбома на хромакее. Как и в большинстве текстовых рецензий, он подробно рассказывает об альбоме, выделяя достоинства и недостатки. Он приправляет свои выступления шутками в стиле «Монти Пайтон», Adult Swim и Тима Хайдекера. В качестве особого стилистического приёма он использует радикальные сокращения с мигающими цветами и звуковыми эффектами, которые предназначены не только для развлечения, но и для компенсации любых оговорок. Первоначально его рецензии также содержали музыкальные отрывки, от которых впоследствии отказался. В конце обзора Фантано выставляет оценку, по шкале от 0 до 10 вместе с прилагательным (лёгкий, достойный или сильный; англ. Light, Decent, Strong). Также альбомы могут оцениваться фразой «НЕ ХОРОШО» (англ. NOT GOOD) вместо количества баллов, если, по мнению Фантано, подробного обзора не заслуживают. Обычная пасхалка для критика — носить жёлтую или красную фланелевую рубашку, в зависимости от рейтинга.
Часто в видео появляться Кэл Чучеста (которого играет сам Фантано с накрашенными усами), его «сосед по комнате», с альтернативными музыкальными вкусами, часто отпускающий лёгкие шутки и наивные замечания, которые раздражают Энтони. Под этим псевдонимом он выпустил несколько синглов и микстейпов. Обзоры Энтони Фантано охватывают широкий спектр популярной музыки, охватывая такие жанры, как поп-музыка, рок-музыка, хип-хоп, метал и электронная музыка. Большинство его видео посвящены актуальным релизам, но, к концу каждого года Фантано целую неделю посвящает обзорам значимым альбомов прошлого. Он называет это мероприятие «Неделя классики» (англ. Classics Week).
На своём втором канале fantano он публикует неотредактированные комментарии к видео, которые часто записывает на свой iPhone и представляет в различных форматов (Let’s Argue, Stinkpiece и т. д.). С 2018 года он также проводит видеоинтервью с различными артистами, такими как Ребекка Блэк, Шон Леннон или Майк Шинода.

## Предпочтения
- The Cramps – A Date with Elvis (1986)
- Бетти Дэвис – Betty Davis (1973)
- Drive Like Jehu – Yank Crime (1994)
- Flying Lotus – Los Angeles (2008)
- Earth – Earth 2: Special Low-Frequency Version (1993)
- Ol’ Dirty Bastard – Nigga Please (1999)
- Mercyful Fate – Don’t Break the Oath (1984)
- Лори Андерсон – Big Science (1982)
- The Microphones – The Glow Pt. 2 (2001)
- Mahavishnu Orchestra – The Inner Mounting Flame (1971)
- Dead Kennedys – Plastic Surgery Disasters (1982)
- M.I.A. – Arular (2005)
- LCD Soundsystem – LCD Soundsystem (2005)

На сегодняшний день, только восемь альбомов получили максимальную оценку 10 из 10 баллов, в момент выхода: 
1. Death Grips — The Money Store (2012)
2. Swans — To Be Kind (2014)
3. Кендрик Ламар — To Pimp a Butterfly (2015)
4. Kids See Ghosts — Kids See Ghosts (2018)
5. Daughters — You Won't Get What You Want (2018)
6. Spellling — The Turning Wheel (2021)
7. Lingua Ignota — Sinner Get Ready (2021)
8. Charli XCX — Brat (2024)

9. Clipse - Let God Sort Em Out (2025)
И наоборот, только шесть альбомов получили минимальную оценку 0 из 10 баллов:
1. Кид Кади — Speedin’ Bullet 2 Heaven (2015)
2. Chance the Rapper — The Big Day (2019)
3. Green Day — Father of All Motherfuckers (2020)
4. Tones and I — Welcome to the Madhouse (2021)
5. Ken Carson — X (2022)
6. MGK и Trippie Redd — Genre: Sadboy (2024)

Также, в 2022 году Фантано назвал пять альбомов за десятилетие, начиная с 1960-х годов, в своей собственной серии видео, которым он дал высшую оценку:
| 1960-е - Чарльз Мингус — The Black Saint and the Sinner Lady (1963) - Боб Дилан — Highway 61 Revisited (1965) - Нина Симон — Nina Simone Sings the Blues (1967) - The Beatles — Abbey Road (1969) - Фрэнк Заппа — Hot Rats (1969) | 1970-е - Майлз Дэвис — Bitches Brew (1970) - Марвин Гэй — What’s Going On (1971) - Led Zeppelin — Physical Graffiti (1975) - Television — Marquee Moon (1977) - The Clash — London Calling (1979) |

| 1980-е - Talking Heads — Remain in Light (1980) - Принс — Purple Rain (1984) - Кейт Буш — Hounds of Love (1985) - Metallica — Master of Puppets (1986) - Public Enemy — It Takes a Nation of Millions to Hold Us Back (1988) | 1990-е - Depeche Mode — Violator (1990) - Nirvana — Nevermind (1991) - Wu-Tang Clan — Enter the Wu-Tang (36 Chambers) (1993) - Neutral Milk Hotel — In the Aeroplane Over the Sea (1998) - Лорин Хилл — The Miseducation of Lauryn Hill (1998) |

2000-е
- Godspeed You! Black Emperor — Lift Yr. Skinny Fists Like Antennas to Heaven! (2000)
- Daft Punk — Discovery (2001)
- Бьорк — Vespertine (2001)
- System of a Down — Toxicity (2001)
- Madvillain — Madvillainy (2004)

### Ежегодные списки
В конце каждого года Фантано называет лучший и худший, по его мнению, релиз, включая студийный альбом, мини-альбом и сингл.
| Год  | Лучший альбом                           | Худший альбом                                  |
| ---- | --------------------------------------- | ---------------------------------------------- |
| 2009 | Fever Ray — Fever Ray                   | —                                              |
| 2010 | LCD Soundsystem — This Is Happening     | —                                              |
| 2011 | Fleet Foxes — Helplessness Blues        | —                                              |
| 2012 | Death Grips — The Money Store           | —                                              |
| 2013 | Тим Хекер — Virgins                     | —                                              |
| 2014 | Swans — To Be Kind                      | —                                              |
| 2015 | Кендрик Ламар — To Pimp a Butterfly     | Кид Кади — Speedin’ Bullet 2 Heaven            |
| 2016 | Дэнни Браун — Atrocity Exhibition       | Кори Фельдман — Angelic 2 the Core             |
| 2017 | Father John Misty — Pure Comedy         | XXXTentacion — 17                              |
| 2018 | Daughters — You Won't Get What You Want | Lil Xan — Total Xanarchy                       |
| 2019 | Charli XCX — Charli                     | Nostalgia Critic — Nostalgia Critic’s The Wall |
| 2020 | Джесси Уэр — What's Your Pleasure?      | Tory Lanez — Daystar                           |
| 2021 | Lingua Ignota — Sinner Get Ready        | Tones and I — Welcome to the Madhous           |
| 2022 | Наталия Лафуркаде — De Todas las Flores | Iced Earth — A Narrative Soundscape            |
| 2023 | Джефф Розенсток — Hellmode              | Avenged Sevenfold — Life Is but a Dream…       |

| Год  | Лучший сингл                                  | Худший сингл                               |
| ---- | --------------------------------------------- | ------------------------------------------ |
| 2010 | LCD Soundsystem — «I Can Change»              | —                                          |
| 2011 | Fleet Foxes — «Helplessness Blues»            | —                                          |
| 2012 | Death Grips — «The Fever (Aye Aye)»           | —                                          |
| 2013 | The Knife — «A Tooth for an Eye»              | —                                          |
| 2014 | Liars — «Mess on a Mission»                   | —                                          |
| 2015 | Кендрик Ламар — «The Blacker the Berry»       | —                                          |
| 2016 | Дэвид Боуи — «Blackstar»                      | Le Tigre – «I’m with Her»                  |
| 2017 | Father John Misty — «Pure Comedy»             | Hopsin – «Happy Ending»                    |
| 2018 | Дональд Гловер — «This Is America»            | Tom MacDonald – «Whiteboy»                 |
| 2019 | Алекс Кэмерон — «Far from Born Again»         | Lil Dicky – «Earth»                        |
| 2020 | Мак Миллер — «Good News»                      | Джастин Бибер – «Yummy»                    |
| 2021 | Little Simz — «Introvert»                     | Кори Фельдман — «Angelic 2 the Core»       |
| 2022 | Viagra Boys — «Troglodyte»                    | Ли Кейт — «Twinkle Twinkle Little Bitch»   |
| 2023 | Суфьян Стивенс — «Will Anybody Ever Love Me?» | Джейсон Олдин — «Try That in a Small Town» |

## Репутация
В 2011 году The Needle Drop выиграла премию O Music Awards 2011 в категории «Beyond the Blog». В 2014 году Ник Веронин из Wired сказал о Фантано: «Вместо того, чтобы использовать десятидолларовые слова для описания риффа или синтезаторного тона, Фантано полагается на жесты, сжимая кулаки или искажая упругое выразительное лицо. качества музыки, которых письменные слова не могут коснуться». Сам Фантано объясняет свой успех тем, что он не уклоняется от представления непопулярных мнений, тем самым отличаясь от подобных музыкальных рецензентов. Например, он дал альбому My Beautiful Dark Twisted Fantasy Канье Уэста, 6 баллов из 10, несмотря на всеобщие высокие оценки других музыкальных изданий.
Журнал Spin назвал Энтони Фантано первой «суперзвездой» музыкальной критики и самым узнаваемым видеоблогером в этой области. Несмотря на хорошо подготовленный специализированный словарный запас и богатый прилагательными язык, опытные музыкальные критики не всегда воспринимают Фантано всерьёз. Например, ему иногда не хватает понимания видения в общем политическом и эмоциональном контексте. Своей большой популярностью Фантано обязан, прежде всего, живому общению со своими поклонниками через социальные сети. По мнению Spin, его «восторженный, личный» характер прекрасно находит отклик у его преимущественно мужчин и поклонников со всего мира.
Отвечая на вопрос о достоинствах рецензий Фантано, музыкальный критик Роберт Кристгау сказал:

[Фантано], похоже, пришёл к  правдоподобному вкусу рок-критика 21-го века, который приближается к тому, что я назову темным прогом — крёстные отцы Swans, номер один этого года Daughters, на рэп-конце его любимые Death Grips. Но, очевидно, он шире этого. Однако его мало интересует поп-музыка или мелодии, или веселье — всегда трагический и психологически показательный пробел. Фантано не так равнодушен к хип-хопу/R&B, как это обычно бывает у темных прогеров, но обратите внимание, что очень немногие женщины-исполнители попадают в его топ-10, чего в 2018 году очень не хватало. Кажется, Фантано нашёл способ зарабатывать на жизнь, распространяя собственную критику в эпоху Интернета.Оригинальный текст (англ.)[Fantano] seems to have arrived at a plausible brand of 21st-century rockcrit taste that runs toward what I'll call dark prog — the godfathering Swans, this year's number one Daughters, on the rap end his beloved Death Grips. But clearly he's broader than that. Little apparent interest in the pop end or indeed tune or indeed fun, however — always a tragic and psychologically revealing lacuna. Nowhere near as insensible to hip-hop/r&b as dark proggers tend to be, but note that very few female artists crack his top 10s, which in 2018 was really missing the action. Fantano seems to have figured out a way to make some kind of living by disseminating his own criticism in the online age.

В своей книге 2019 года Perfect Sound Whatever комик Джеймс Акастер упомянул список лучших альбомов Фантано за 2016 год «50 лучших альбомов настоящего меломана» и сказал о Фантано, «возможно, больше, чем кто-либо другой, он ценит то, как роль рецензента изменилась с тех пор, как Интернет стал значим [...] Раньше работа обозревателя заключалась в том, чтобы рассказывать людям, что стоит их денег, но теперь он говорит людям, что стоит их времени». Корреспондент The New York Times Джо Коскарелли назвал Фантано «вероятно, самым популярным музыкальным критиком из оставшихся». По словам Коскарелли, Фантано успешно перенёс «старое искусство в новую среду» и оживил формат обзора пластинок для молодого поколения потребителей музыки.

## Личная жизнь
Фантано живёт в Коннектикуте. Он веган, перешедший на диету после того, как впервые стал вегетарианцем в позднем подростковом возрасте.
В марте 2018 года Фантано заявил в интервью Polygon, что он является сторонником свободы слова. Фантано поддержал кандидатуру Берни Сандерса на президентских выборах в США в 2020 году.